# Collégiale de San Gimignano
La Collégiale Santa Maria Assunta (Sainte Marie de l'Assomption) est le Dôme (la cathédrale) de San Gimignano, situé « Piazza del Duomo » et accessible au sommet d'une volée de marches.

## Histoire
Attesté du Xe siècle, l'édifice actuel remonte à 1056, suivi des consécrations officielles du pape Eugène III en 1148. Il fut restructuré en 1239 et le perron ajouté en 1263. Il fut agrandi de nouveau en 1460 sur le projet de Giuliano da Maiano, qui allongea le guichet et le presbytère et projeta les nouvelles chapelles de Sainte Fine et de l'Immaculée Conception.

## Façade
D'époque romane, remontant aux impératifs sobres du XIIIe siècle (Duecento), elle comporte deux portails et trois fenêtres en oculus sous un fronton et a été remaniée au XIXe siècle

## Intérieur
L'intérieur est à trois vaisseaux sur colonnes, avec une voûte sur base carrée du Trecento. Il est recouvert d'un cycle de fresques sur presque tout l'ensemble des parois.

### Envers de la façade

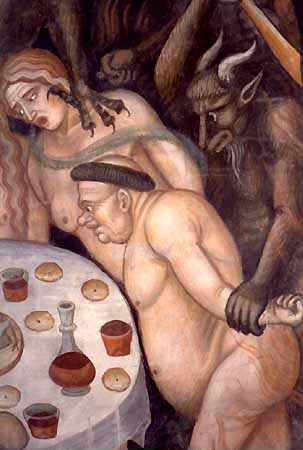
Détail de la fresque sur l'Enfer

La partie intérieure de la façade est décorée du Giudizio Universale (Jugement dernier) de Taddeo di Bartolo, prolongé sur l'arcade contiguë à gauche par le Paradiso (le Paradis) et à droite par l'Inferno (l'Enfer) (1393) du même artiste avec les représentations les quattro Profeti (les quatre Prophètes - à droite) et les Virtù cardinali (les Vertus cardinales - à gauche).
Au pied du Giudizio se trouve le Martirio di San Sebastiano (le Martyre de saint Sébastien), de Benozzo Gozzoli (1465) et ses peintures sur les pilastres : à gauche une Assunta et San Bernanrdo e Sant'Agostino, à droite, un Sant'Antonio Abate et San Girolamo e San Bernardino.
Sur les deux consoles des côtés, devant des tapis damassés feints, se trouvent les statues en bois de Arcangelo Gabriele et de Maria Annunciata, qui forment le groupe de l'Annunciazione de Jacopo della Quercia (1421 avec la mise en couleurs de Martino di Bartolomeo de 1426).
Sur le niveau supérieur se trouve un Padreterno et des Angeli et les restes visibles du plancher de l'église initiale.
Vers le vaisseau droit, autour de l'oculus, se trouvent les fresques de deux paons, animaux de l'ancienne symbolique chrétienne et, sur le côté interne du pilier, une Sainte Fine de Lippo Memmi.

### Vaisseau central
Il est décoré d'une série de bustes des apôtres en grisaille de Pier Francesco Fiorentino et dans le fond, sur l'arc triomphal du maître-autel, d'une Pietà (1475-1476)
Les stalles adossées aux quatre colonnes de droite sont en bois marqueté d'Antonio da Colle (1469-1490).

### Vaisseau de gauche

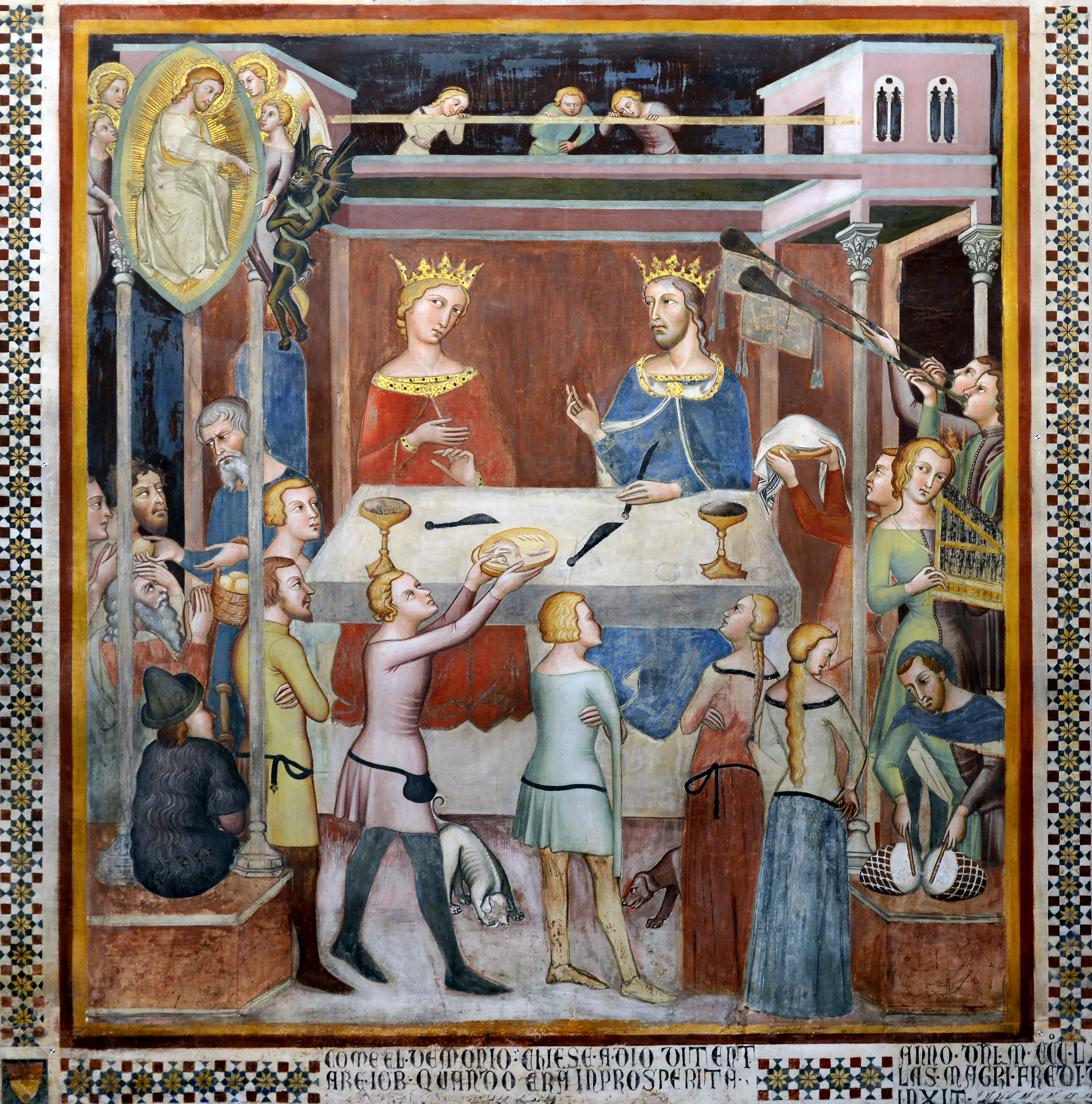
Il demonio ottiene da Dio di tentare Giobbe de Bartolo di Fredi.

Les parois sont couvertes des fresques de l'Ancien Testament (Storie del Vecchio Testamento) de Bartolo di Fredi, peintes en 1367, développé sur trois registres dont le supérieur atteint les tympans.
Premier registre :
- Creazione del mondo
- Creazione dell'uomo
- Adamo nel paradiso terrestre
- Creazione di Eva
- Il frutto proibito

Au deuxième registre, à gauche (4 panneaux et 4 perdus) :
- Cacciata dal paradiso
- Caino uccide Abele
- Costruzione dell'Arca
- Gli animali entrano nell'Arca
- Uscita dall'Arca
- Ubriachezza di Noè
- Partenza di Abramo e di Lot dalla terra dei Caldei
- Abramo si divide da Lot nella terra di Canaan
- Sogno di Giuseppe
- Giuseppe calato nella cisterna

Au registre inférieur, à gauche (un panneau et les 3 perdus) :
- Giuseppe fa arrestare i fratelli
- Riconoscimento di Giuseppe
- Mosè muta la verga in serpente
- Passaggio del mar Rosso
- Faraone con l'esercito annegato
- Mosè sul Sinai
- Il demonio ottiene da Dio di tentare Giobbe
- Il demonio uccide le mandrie di Giobbe
- I figli di Giobbe sepolti sotto le casse
- Giobbe ringrazia Dio
- Giobbe confortato dagli amici

Sur le tympan des arcades vers le vaisseau central se trouvent les Profeti attribués à Pier Francesco Fiorentino.
La Chapelle della Concezione, dans la septième arcade du vaisseau gauche, a été construite en 1477 et restructurée au Seicento. Le chœur est de 1450, l'orgue, daté de 1502.
Les pilastres près du portail sont décorées d'une Santa Caterina fresque de Lippo Memmi, et à droite également figurent les Scene della vita di San Nicola di Bari et la Consacrazione della chiesa.
Au-dessus de la porte se trouve une fresque datant de 1305 de Memmo di Filippuccio avec la Madonna e angeli.

### Vaisseau de droite

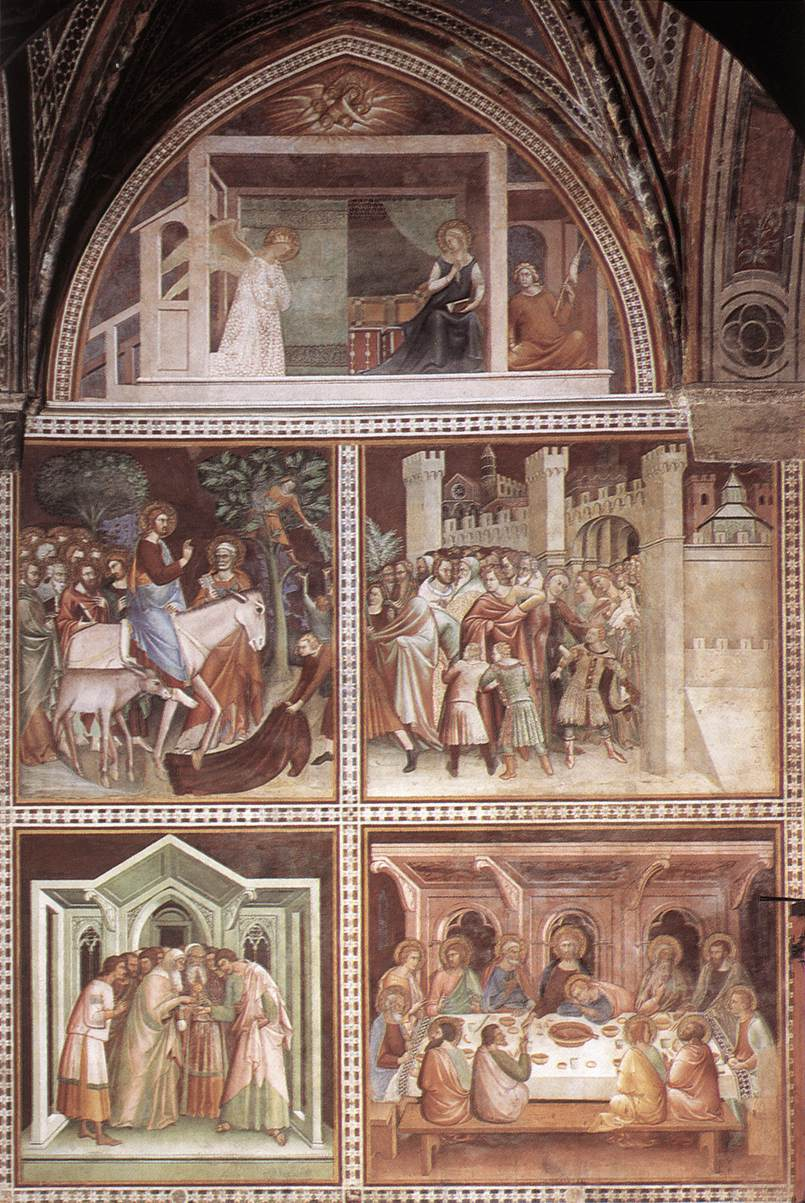
Storie del Nuovo Testamento

La paroi latérale du vaisseau de droite est occupée par le fameux cycles de fresques de la Storie del Nuovo Testamento (Épisodes du Nouveau Testament), peintes entre 1338 et 1340 des deux frères Lippo et Federico Memmi, influencés par le style de Simone Martini. Les fresques se présentes en trois séries horizontales :
Série la plus haute :
- Annunciazione
- Natività di Cristo
- Adorazione dei Magi
- Presentazione al Tempio di Gesù
- Strage degli Innocenti
- Fuga in Egitto

Série du milieu, 8 panneaux :
- Disputa al Tempio
- Battesimo di Gesù
- Vocazione di San Pietro
- Nozze di Cana (rovinata da un bombardamento)
- Trasfigurazione
- Resurrezione di Lazzaro
- Entrata in Gerusalemme
- Gesù accolto dalla folla

Série du bas, 8 panneaux :
- Ultima Cena
- Tradimento di Giuda
- Gesù nell'orto
- Bacio di Giuda
- Gesù nel pretorio
- Flagellazione
- Incoronazione di spine
- Andata al Calvario

Le cycle se poursuit dans la cinquième arcade avec le tympan de la Strage qui représente la Crocefissione, endommagée gravement pendant la Seconde Guerre mondiale.
Dans la sixième arcade, avec la Fuga in egitto, se trouvaient quatre tableaux de la Passion, qui ont été détruites au Cinquecento pour faire de nouvelles décorations ; ne subsistent que quelques traces de la Resurrezione, de la Pentescoste (en haut) et de la discesa la Limbo (en bas), mais la Deposizione a complètement disparu.
Le côté, sur les arches, vers le vaisseau central, est décoré d'une série de Profeti des frères Memmi, et sur le septième tympan, devant la chapelle de Sainte Fine, figure San Gregorio papa che predice a Santa Fina il giorno della sua morte, attribuée à Niccolò di Segna di Bonaventura.

### Chapelle de sainte Fina

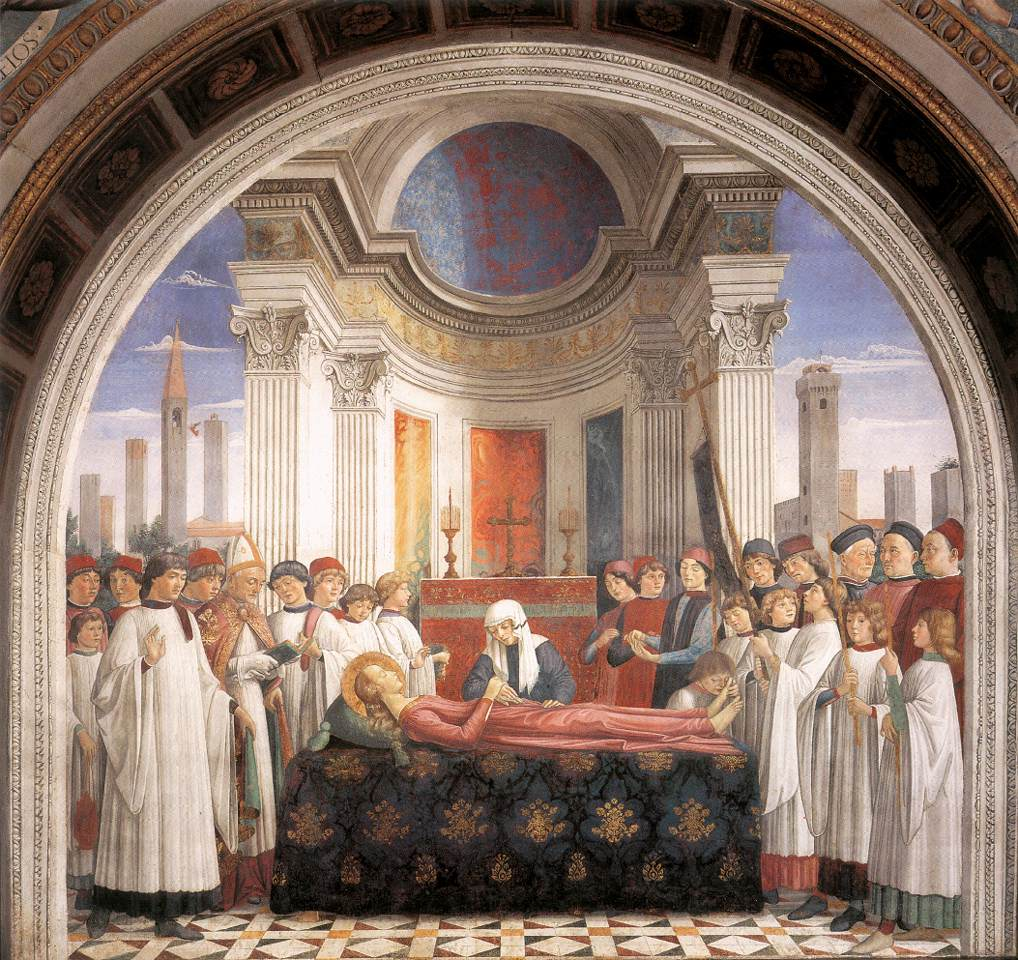
Domenico Ghirlandaio, Esequie [les funérailles] di Santa Fina, chapelle de sainte Fina

Située dans la septième arcade, la chapelle dédiée à sainte Fina (1238-1253) représente le chef-d'œuvre de la Renaissance toscane. Elle été réalisée sur un projet de Giuliano et Benedetto da Maiano en 1468.
Elle comporte trois parois, dont l'entablement est décoré d'une frise en terracotta avec des angelots. La sainte est enterrée sous l'autel, œuvre de Benedetto da Maiano de 1475 et est surmonté d'un tabernacle décoré de son portrait du Siennois Manno di Bandino du Trecento. L'urne funéraire a contenu les ossements de la sainte jusqu'en 1738. Le tympan est décoré d'une Madonna con Bambino tra due angeli.
Les autres parois sont peintes des fresques de Domenico Ghirlandaio (1475). À droite San Gregorio che annuncia a Santa Fina la data della sua morte, surmontée de la scène Due angeli trasportano in cielo la santa. À gauche le Esequie di Santa Fina, qui expose les trois miracles de la légende de la sainte (Guarigione della nutrice di Beldia, Chierico che riacquista la vista et Campane suonate dagli angeli).
Sur les panneaux des arcades figurent les Profeti, sur le tympan les Santi Ambrogio, Nicola, Girolamo, Gimignano e Agostino et sur la voûte, les Quattro evangelisti.
Les panneaux de bois marquetés des parois sont de Antonio da Colle.

### Presbytère
Le chœur du Dôme est réalise en quatre gradins, décoré de Giovanni di Cambi en 1503 à l'exception des deux tondo en haut, de San Pietro et de San Giovanni Battista œuvres d'un peintre siennois du Trecento.
Le maître-autel présente une ciborium de Benedetto da Maiano (1475).
Les stalles de bois marquetés sont d'Antonio di Colle (1490).
La première chapelle à gauche de l'autel est dite di San Gimignano et un des autres autels est constitué des restes de l'ancien maître-autel, œuvre de Benedetto da Maiano démoli et remplacé au Seicento.
La chapelle du fond, toujours à gauche, comporte le retable de l'Invenzione della Croce de Simone Ferri.

### Sacristie
Elle est ornée de peintures diverses dont la plus marquante sont les deux Deposizioni de Jacopo Ligozzi (1593) et de Domenico Passignano (1590).

## Cloître
Une porte avec une imposte en bois, toujours d'Antonio da Colle (1469) emmène vers la partie gauche du cloître, entourée d'un portique à arcades soutenu par des colonnes.

## Sources
- (it) Cet article est partiellement ou en totalité issu de l’article de Wikipédia en italien intitulé « Collegiata di San Gimignano » (voir la liste des auteurs).